# Cyphotettix
Cyphotettix is een geslacht van rechtvleugeligen uit de familie doornsprinkhanen (Tetrigidae). De wetenschappelijke naam van dit geslacht is voor het eerst geldig gepubliceerd in 1952 door Rehn.

## Soorten
Het geslacht Cyphotettix omvat de volgende soorten:
- Cyphotettix camelus Rehn, 1952
- Cyphotettix dinghuensis Liang, 1995
- Cyphotettix tindalei Rehn, 1952